# František Vilém ze Salm-Reifferscheidtu
František Vilém starohrabě ze Salm-Reifferscheidt-Bedburgu (německy Franz Wilhelm Altgraf zu Salm-Reifferscheidt in Bedburg, 14. srpna 1672, Bedburg – 4. června 1734, Vídeň) byl německý šlechtic z rodu Salmů ve službách Habsburků. Po službě v armádě zastával vysoké funkce u císařského dvora ve Vídni. Díky svým sňatkům získal majetek v Čechách a Rakousku. Dva z jeho synů Leopold Antonín a Antonín Karel založili rodové linie (Salm-Reifferscheidt-Hanspach a Salm-Reifferscheidt-Raitz) žijící v Čechách a na Moravě do 20. století.

## Životopis

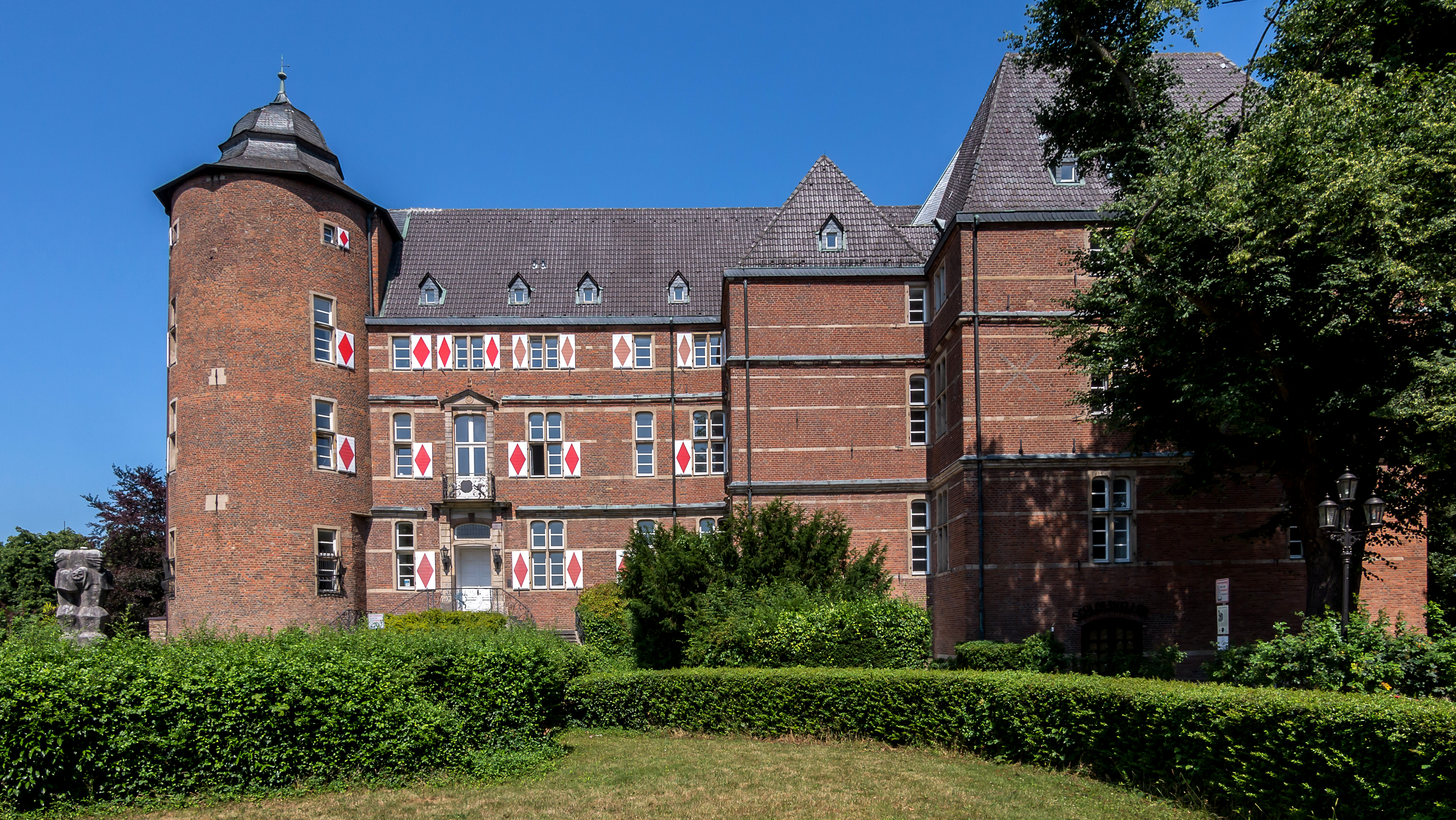
Zámek Bedburg v Porýní, rodiště Františka Viléma Salma

Pocházel ze starého německého rodu Salmů, patřil k linii Salm-Reifferscheidt označované podle zámku Bedburg v Porýní. Zde se také narodil jako jediný syn starohraběte Ericha Adolfa (1619–1678), dědičného maršálka kolínského kurfiřtství a jeho druhé manželky Ernestiny, rozené hraběnky z Löwenstein-Wertheim-Rochefortu (1654–1698). 
Od mládí sloužil v armádě a zúčastnil se dynastických válek přelomu 17. a 18. století, později žil u císařského dvora ve Vídni. Dosáhl titulů císařského tajného rady a komořího, zastával hodnost hejtmana císařské gardy a nakonec byl od roku 1720 nejvyšším štolbou císařovny Amálie Vilemíny.

## Rodina a majetek

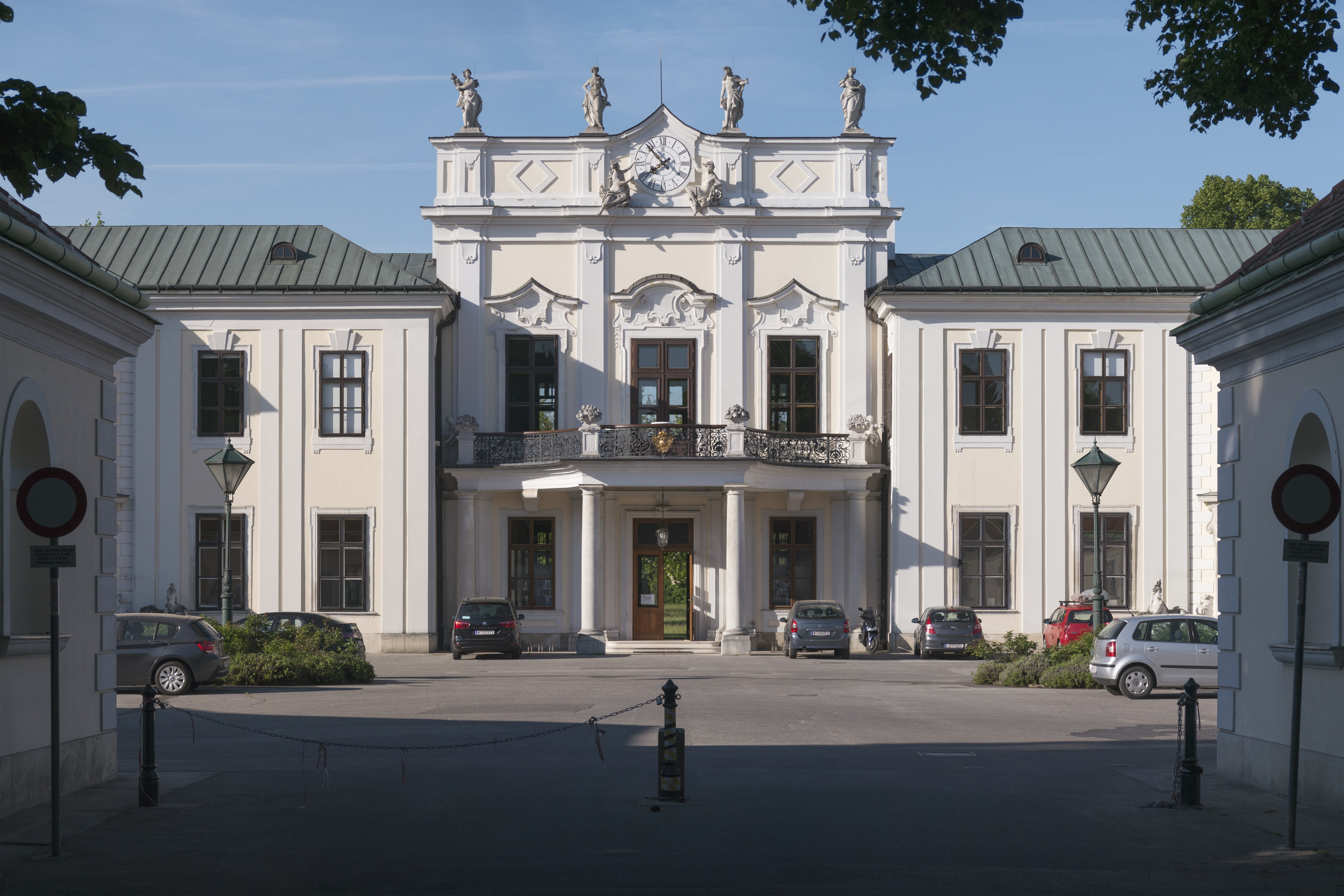
Zámek Hetzendorf u Vídně, sídlo Františka Viléma Salma

František Vilém byl dvakrát ženatý. Jeho první manželkou se v roce 1692 stala Marie Anežka (Agnes), rozená hraběnka Slavatová z Chlumu a Košumberka (1674–1718), dcera Jana Jiřího Jáchyma Slavaty a jedna z dědiček obrovského majetku vymřelého rodu Slavatů. Z rodového dědictví převzala panství Lipová (dříve Hanšpach) v severních Čechách a díky tomu František Vilém Salm získal v roce 1693 český inkolát (barokní zámek zde byl vystavěn až v následující generaci).
Po ovdovění se podruhé oženil v roce 1719 s princeznou Marií Karolínou z Lichtenštejna (1694–1735), dcerou vysoce postaveného dvořana a diplomata knížete Antonína Floriána z Lichtenštejna. Marie Karolína byla dámou Řádu hvězdového kříže a od svého bratra, knížete Josefa Jana Adama z Lichtenštejna dostala darem panství se zámkem Hetzendorf u Vídně. Spolu s manželem pak ještě koupila palác ve Vídni na ulici Wallnerstrasse. Z obou manželství Františka Viléma Salma pocházelo osm dětí.
- 1. Marie Ernestina (1693–1730), dáma Řádu hvězdového kříže, ∞ 1719 Jan Adam hrabě z Fünfkirchenu (1696–1748), majitel panství Nová Bystřice a Fünfkirchen
- 2. Josef Jan Kristián (1696–1698)
- 3. Marie Kristina Vilemína (1695–1745), dáma Řádu hvězdového kříže, ∞ 1725 Jan Josef hrabě Breuner (1687–1762), císařský skutečný tajný rada a komoří, prezident stavovské reprezentace v Dolním Rakousku, dědičný nejvyšší zemský komoří v Dolním Rakousku, majitel panství Asparn an der Zaya
- 4. Karel Antonín Josef (1697–1755), císařský tajný rada a komoří, dědic rodového majetku v Porýní a paláce ve Vídni, ∞ 1720 Marie Františka hraběnka Esterházyová z Galanty (1702–1778), dáma Řádu hvězdového kříže
- 5. František Arnošt (1698–1760), kanovník v Kolíně nad Rýnem a Štrasburku, biskup v Tournai 1730–1760
- 6. Leopold Antonín (1699–1769), polní podmaršál císařské armády, císařský skutečný tajný rada a komoří, dědic panství Lipová, I. ∞ 1735 Marie Anna hraběnka z Althannu (1700–1737), II. ∞ 1739 Marie Anna hraběnka z Auerspergu (1719–1743), III. ∞ 1744 Marie Karolína hraběnka z Ditrichštejna (1722–1790)
- 7. Marie Josefa Kristina (* a † 1707)
- 8. Antonín Karel (1720–1769), nejvyšší komoří císařského dvora, rytíř Řádu zlatého rouna, majitel panství Rájec nad Svitavou a Blansko, ∞ 1743 Marie Rafaela hraběnka z Rogendorfu (1726–1807)

Díky svým manželkám získal František Vilém vlivné příbuzenské vazby na významné osobnosti v Čechách i u vídeňského dvora. Prostřednictvím první manželky Anežky Slavatové byl švagrem Heřmana Jakuba Černína z Chudenic a Norberta Libštejnského z Kolovrat. Druhým sňatkem s princeznou Marií Karolínou z Lichtenštejna se dostal do příbuzenského vztahu s knížetem Josefem Janem Adamem z Lichtenštejna nebo s hrabětem Bedřichem Augustem z Harrachu.